# Thiers
Thiers (okcitansko Tièrn) je naselje in občina v francoski regiji Auvergne, podprefektura departmaja Puy-de-Dôme. Leta 1999 je naselje imelo 13.338 prebivalcev.
Thiers je glavno francosko središče izdelave nožev.

## Geografija
Kraj leži v osrednji francoski pokrajini Auvergne 42 km vzhodno od Clermont-Ferranda. Občina se nahaja v regijskem parku Livradois-Forez.

## Administracija
Thiers je sedež istoimenskega kantona, v katerega sta poleg njegove vključeni še občini Dorat in Escoutoux s 15.044 prebivalci.
Naselje je prav tako sedež okrožja, v katerem se nahajajo kantoni Châteldon, Courpière, Lezoux, Maringues, Saint-Rémy-sur-Durolle in Thiers s 56.292 prebivalci.

## Znamenitosti
- romanska cerkev Saint-Genès iz 12. stoletja, posvečena lokalnemu svetniku mučencu,
- nožarski muzej,
- Center sodobne umetnosti.